# واجرود
واجرود جایی بوده‌است میان همدان و قزوین. در جریان حمله اعراب به ایران در این مکان در سال ۲۹ هجری قمری نبردی میان سپاه ایران به فرماندهی موتا سردار دیلمی و نعیم بن مقرن سردار سپاه اعراب در گرفته‌است که سرانجامش شکست ایرانیان بود. طبری این جنگ را از دید بزرگی همپایهٔ نبرد نهاوند انگاشته‌است. کشته‌های ایرانیان بسیار بوده و خود موتا نیز در این جنگ جان باخت.

## منبع
- لغتنامهٔ دهخدا، سرواژهٔ واجرود
- کسروی تبریزی، احمد، شهریاران گمنام. طهران، چاپ نخست